# 클래런스 S. 캠벨 볼

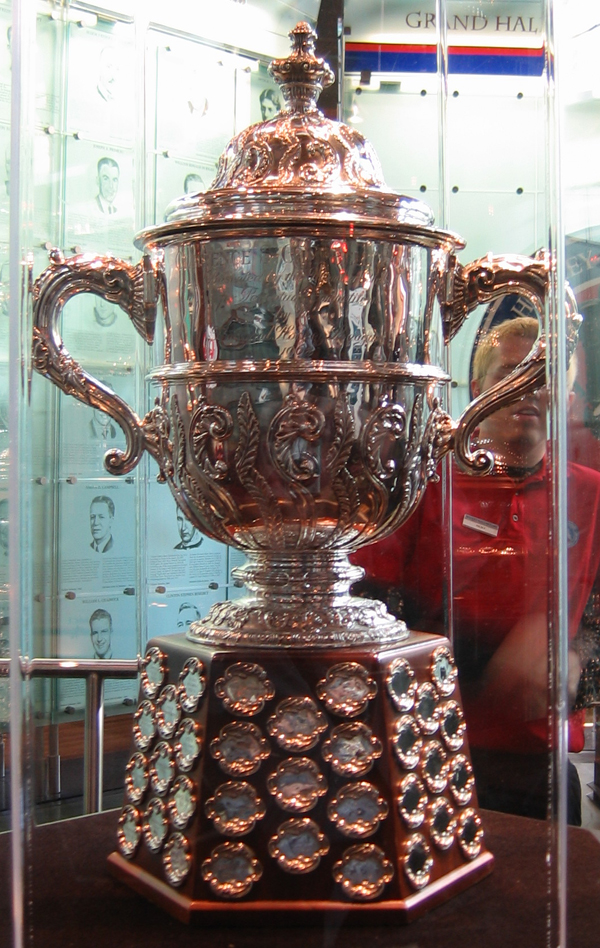

클래런스 S. 캠벨 볼(Clarence S. Campbell Bowl)는 내셔널 하키 리그 서부 콘퍼런스 우승팀에게 수여하는 트로피이다.
1967년~1974년에는 웨스트 디비전 정규시즌 우승팀에게, 1974년~1981년에는 클래런스 켐벨 콘퍼런스 정규시즌 우승팀에게, 1981년~1993년에는 클래런스 켐벨 콘퍼런스 플레이오프 우승팀에게, 1993년~현재는 서부 콘퍼런스 플레이오프 우승팀에게 수여한다.

## 내역
| 시즌      | 우승팀                       |
| --------- | ---------------------------- |
| 1967~1968 | 필라델피아 플라이어스        |
| 1968~1969 | 세인트루이스 블루스          |
| 1969~1970 | 세인트루이스 블루스          |
| 1970~1971 | 시카고 블랙 호크스           |
| 1971~1972 | 시카고 블랙 호크스           |
| 1972~1973 | 시카고 블랙 호크스           |
| 1973~1974 | 필라델피아 플라이어스        |
| 1974~1975 | 필라델피아 플라이어스        |
| 1975~1976 | 필라델피아 플라이어스        |
| 1976~1977 | 필라델피아 플라이어스        |
| 1977~1978 | 뉴욕 아일런더스              |
| 1978~1979 | 뉴욕 아일런더스              |
| 1979~1980 | 필라델피아 플라이어스        |
| 1980~1981 | 뉴욕 아일런더스              |
| 1981~1982 | 밴쿠버 캐넉스                |
| 1982~1983 | 에드먼턴 오일러스            |
| 1983~1984 | 에드먼턴 오일러스            |
| 1984~1985 | 에드먼턴 오일러스            |
| 1985~1986 | 캘거리 플레임스              |
| 1986~1987 | 에드먼턴 오일러스            |
| 1987~1988 | 에드먼턴 오일러스            |
| 1988~1989 | 캘거리 플레임스              |
| 1989~1990 | 에드먼턴 오일러스            |
| 1990~1991 | 미네소타 노스 스타스         |
| 1991~1992 | 시카고 블랙호크스            |
| 1992~1993 | 로스앤젤레스 킹스            |
| 1993~1994 | 밴쿠버 캐넉스                |
| 1994~1995 | 디트로이트 레드윙스          |
| 1995~1996 | 콜로라도 애벌랜치            |
| 1996~1997 | 디트로이트 레드윙스          |
| 1997~1998 | 디트로이트 레드윙스          |
| 1998~1999 | 댈러스 스타스                |
| 1999~2000 | 댈러스 스타스                |
| 2000~2001 | 콜로라도 애벌랜치            |
| 2001~2002 | 디트로이트 레드윙스          |
| 2002~2003 | 마이티 덕스 오브 애너하임    |
| 2003~2004 | 캘거리 플레임스              |
| 2004~2005 | 파업으로 인해 개최되지 않다. |
| 2005~2006 | 에드먼턴 오일러스            |
| 2006~2007 | 애너하임 덕스                |
| 2007~2008 | 디트로이트 레드윙스          |
| 2008~2009 | 디트로이트 레드윙스          |
| 2009~2010 | 시카고 블랙호크스            |
| 2010~2011 | 밴쿠버 캐넉스                |
| 2011~2012 | 로스앤젤레스 킹스            |
| 2012~2013 | 시카고 블랙호크스            |
| 2013~2014 | 로스앤젤레스 킹스            |
| 2014~2015 | 시카고 블랙호크스            |
| 2015~2016 | 산호세 샤크스                |
| 2016~2017 | 내슈빌 프레더터스            |

## 우승 횟수
| 횟수 | 팀                                                                |
| ---- | ----------------------------------------------------------------- |
| 7회  | 시카고 블랙호크스 에드먼턴 오일러스                               |
| 6회  | 디트로이트 레드윙스 필라델피아 플라이어스                         |
| 3회  | 캘거리 플레임스 로스앤젤레스 킹스 뉴욕 아일런더스 밴쿠버 캐넉스   |
| 2회  | 애너하임 덕스 콜로라도 애벌랜치 댈러스 스타스 세인트루이스 블루스 |
| 1회  | 미네소타 노스 스타스 산호세 샤크스 내슈빌 프레더터스              |

## 같이 보기
- 프린스 오브 웨일즈 트로피
- 프레지던츠 트로피